# Gran Premi de Malàisia de motociclisme
El Gran Premi de Malàisia de motociclisme és un esdeveniment esportiu que es disputa anualment al Circuit de Sepang (tret d'algunes edicions inicials als circuits de Shah Alam i Johor), dins del calendari del Campionat del món de motociclisme.
A 25 d'abril de 2025

## Noms oficials i patrocinadors
- 1991: Lucky Strike Malaysia Grand Prix
- 1992: Malaysia Motorcycle Grand Prix (sense patrocinador oficial)
- 1993: Malaysia Grand Prix (sense patrocinador oficial)
- 1994, 2001: Malaysian Grand Prix (sense patrocinador oficial)[1]
- 1995–1996: Marlboro Grand Prix of Malaysia
- 1997–1999: Marlboro Malaysian Grand Prix
- 2000, 2012: Malaysian Motorcycle Grand Prix (sense patrocinador oficial)[2]
- 2002: Gauloises Malaysian Motorcycle Grand Prix
- 2003–2006: Marlboro Malaysian Motorcycle Grand Prix[3]
- 2007–2008: Polini Malaysian Motorcycle Grand Prix[4]
- 2009–2011, 2013–2014: Shell Advance Malaysian Motorcycle Grand Prix[5]
- 2015–2019: Shell Malaysia Motorcycle Grand Prix[6]
- 2022–actualitat: Petronas Grand Prix of Malaysia[7]

## Circuits emprats antigament

Circuit de Shah Alam, emprat de 1991 a 1997.
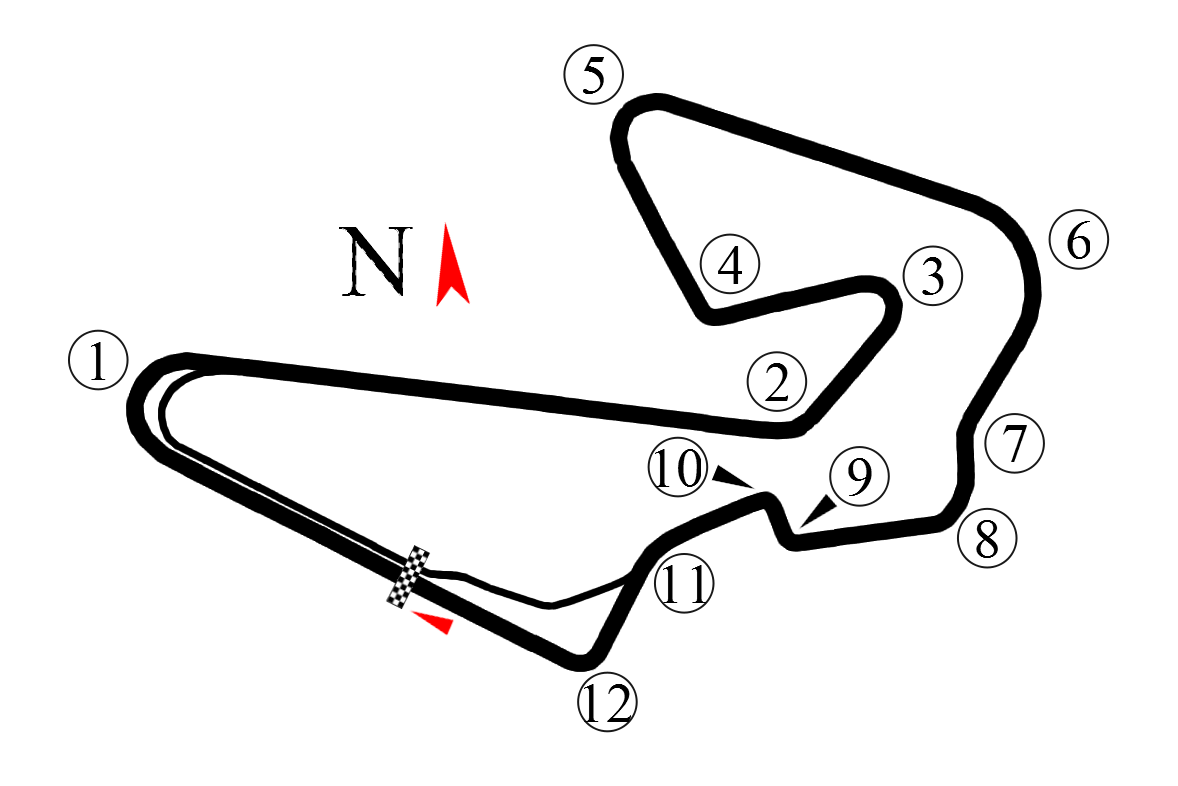
Circuit de Johor, emprat el 1998.

## Guanyadors múltiples

### Pilots
| # Victòries | Pilot             | Victòries | Victòries                    |
| # Victòries | Pilot             | Categoria | Anys                         |
| ----------- | ----------------- | --------- | ---------------------------- |
| 7           | Valentino Rossi   | MotoGP    | 2003, 2004, 2006, 2008, 2010 |
| 7           | Valentino Rossi   | 500cc     | 2001                         |
| 7           | Valentino Rossi   | 125cc     | 1997                         |
| 5           | Mick Doohan       | 500cc     | 1992, 1994, 1995, 1997, 1998 |
| 5           | Max Biaggi        | MotoGP    | 2002                         |
| 5           | Max Biaggi        | 250cc     | 1994, 1995, 1996, 1997       |
| 5           | Dani Pedrosa      | MotoGP    | 2012, 2013, 2015             |
| 5           | Dani Pedrosa      | 250cc     | 2004                         |
| 5           | Dani Pedrosa      | 125cc     | 2003                         |
| 4           | Casey Stoner      | MotoGP    | 2007, 2009                   |
| 4           | Casey Stoner      | 250cc     | 2005                         |
| 4           | Casey Stoner      | 125cc     | 2004                         |
| 3           | Luca Cadalora     | 500cc     | 1996                         |
| 3           | Luca Cadalora     | 250cc     | 1991, 1992                   |
| 3           | Loris Capirossi   | MotoGP    | 2005                         |
| 3           | Loris Capirossi   | 250cc     | 1999                         |
| 3           | Loris Capirossi   | 125cc     | 1991                         |
| 3           | Marc Márquez      | MotoGP    | 2014, 2018                   |
| 3           | Marc Márquez      | 125cc     | 2010                         |
| 3           | Maverick Viñales  | MotoGP    | 2019                         |
| 3           | Maverick Viñales  | Moto2     | 2014                         |
| 3           | Maverick Viñales  | 125cc     | 2011                         |
| 3           | Francesco Bagnaia | MotoGP    | 2022, 2024                   |
| 3           | Francesco Bagnaia | Moto3     | 2016                         |
| 2           | Noboru Ueda       | 125cc     | 1994, 1998                   |
| 2           | Kenny Roberts Jr. | 500cc     | 1999, 2000                   |
| 2           | Álvaro Bautista   | 250cc     | 2008                         |
| 2           | Álvaro Bautista   | 125cc     | 2006                         |
| 2           | Gábor Talmácsi    | 125cc     | 2007, 2008                   |
| 2           | Hiroshi Aoyama    | 250cc     | 2007, 2009                   |
| 2           | Thomas Lüthi      | Moto2     | 2011                         |
| 2           | Thomas Lüthi      | 125cc     | 2005                         |
| 2           | Johann Zarco      | Moto2     | 2015, 2016                   |
| 2           | Miguel Oliveira   | Moto2     | 2017                         |
| 2           | Miguel Oliveira   | Moto3     | 2015                         |
| 2           | Andrea Dovizioso  | MotoGP    | 2016, 2017                   |

### Constructors
| # Victòries | Constructor | Victòries | Victòries                                                  |
| # Victòries | Constructor | Categoria | Anys                                                       |
| ----------- | ----------- | --------- | ---------------------------------------------------------- |
| 33          | Honda       | MotoGP    | 2003, 2012, 2013, 2014, 2015, 2018                         |
| 33          | Honda       | 500cc     | 1992, 1994, 1995, 1996, 1997, 1998, 2001                   |
| 33          | Honda       | 250cc     | 1991, 1992, 1993, 1997, 1999, 2001, 2004, 2009             |
| 33          | Honda       | Moto3     | 2014, 2017, 2018, 2019                                     |
| 33          | Honda       | 125cc     | 1991, 1993, 1994, 1995, 1998, 1999, 2003, 2005             |
| 19          | Aprilia     | 250cc     | 1994, 1995, 1996, 1998, 2002, 2003, 2005, 2006, 2008       |
| 19          | Aprilia     | 125cc     | 1992, 1996, 1997, 2000, 2002, 2006, 2007, 2008, 2009, 2011 |
| 9           | Yamaha      | MotoGP    | 2002, 2004, 2006, 2008, 2010, 2019                         |
| 9           | Yamaha      | 500cc     | 1991, 1993                                                 |
| 9           | Yamaha      | 250cc     | 2000                                                       |
| 8           | Ducati      | MotoGP    | 2005, 2007, 2009, 2016, 2017, 2022, 2023, 2024             |
| 7           | KTM         | Moto2     | 2017, 2019                                                 |
| 7           | KTM         | 250cc     | 2007                                                       |
| 7           | KTM         | Moto3     | 2012, 2013, 2015                                           |
| 7           | KTM         | 125cc     | 2004                                                       |
| 7           | Kalex       | Moto2     | 2013, 2014, 2015, 2016, 2018, 2022, 2024                   |
| 2           | Suzuki      | 500cc     | 1999, 2000                                                 |
| 2           | Derbi       | 125cc     | 2001, 2010                                                 |
| 2           | Suter       | Moto2     | 2010, 2011                                                 |
| 2           | Husqvarna   | Moto3     | 2022, 2023                                                 |

## Guanyadors per any
| Any  | Circuit   | Moto3                                         | Moto3                                         | Moto2                                         | Moto2                                         | MotoGP                                        | MotoGP                                        | Detalls                                       |
| Any  | Circuit   | Pilot                                         | Moto                                          | Pilot                                         | Moto                                          | Pilot                                         | Moto                                          | Detalls                                       |
| ---- | --------- | --------------------------------------------- | --------------------------------------------- | --------------------------------------------- | --------------------------------------------- | --------------------------------------------- | --------------------------------------------- | --------------------------------------------- |
| 2024 | Sepang    | David Alonso                                  | CFMoto                                        | Celestino Vietti                              | Kalex                                         | Francesco Bagnaia                             | Ducati                                        | Detalls                                       |
| 2023 | Sepang    | Collin Veijer                                 | Husqvarna                                     | Fermín Aldeguer                               | Boscoscuro                                    | Enea Bastianini                               | Ducati                                        | Detalls                                       |
| 2022 | Sepang    | John McPhee                                   | Husqvarna                                     | Tony Arbolino                                 | Kalex                                         | Francesco Bagnaia                             | Ducati                                        | Detalls                                       |
| 2021 | Sepang    | Cancel·lat a causa de la pandèmia de COVID-19 | Cancel·lat a causa de la pandèmia de COVID-19 | Cancel·lat a causa de la pandèmia de COVID-19 | Cancel·lat a causa de la pandèmia de COVID-19 | Cancel·lat a causa de la pandèmia de COVID-19 | Cancel·lat a causa de la pandèmia de COVID-19 | Cancel·lat a causa de la pandèmia de COVID-19 |
| 2020 | Sepang    | Cancel·lat a causa de la pandèmia de COVID-19 | Cancel·lat a causa de la pandèmia de COVID-19 | Cancel·lat a causa de la pandèmia de COVID-19 | Cancel·lat a causa de la pandèmia de COVID-19 | Cancel·lat a causa de la pandèmia de COVID-19 | Cancel·lat a causa de la pandèmia de COVID-19 | Cancel·lat a causa de la pandèmia de COVID-19 |
| 2019 | Sepang    | Lorenzo Dalla Porta                           | Honda                                         | Brad Binder                                   | KTM                                           | Maverick Viñales                              | Yamaha                                        | Detalls                                       |
| 2018 | Sepang    | Jorge Martín                                  | Honda                                         | Luca Marini                                   | Kalex                                         | Marc Márquez                                  | Honda                                         | Detalls                                       |
| 2017 | Sepang    | Joan Mir                                      | Honda                                         | Miguel Oliveira                               | KTM                                           | Andrea Dovizioso                              | Ducati                                        | Detalls                                       |
| 2016 | Sepang    | Francesco Bagnaia                             | Mahindra                                      | Johann Zarco                                  | Kalex                                         | Andrea Dovizioso                              | Ducati                                        | Detalls                                       |
| 2015 | Sepang    | Miguel Oliveira                               | KTM                                           | Johann Zarco                                  | Kalex                                         | Dani Pedrosa                                  | Honda                                         | Detalls                                       |
| 2014 | Sepang    | Efrén Vázquez                                 | Honda                                         | Maverick Viñales                              | Kalex                                         | Marc Márquez                                  | Honda                                         | Detalls                                       |
| 2013 | Sepang    | Lluís Salom                                   | KTM                                           | Esteve Rabat                                  | Kalex                                         | Dani Pedrosa                                  | Honda                                         | Detalls                                       |
| 2012 | Sepang    | Sandro Cortese                                | KTM                                           | Alex de Angelis                               | FTR                                           | Dani Pedrosa                                  | Honda                                         | Detalls                                       |
|      |           | 125 cc                                        | 125 cc                                        | Moto2                                         | Moto2                                         | MotoGP                                        | MotoGP                                        |                                               |
| 2011 | Sepang    | Maverick Viñales                              | Aprilia                                       | Thomas Lüthi                                  | Suter                                         | Cursa cancel·lada                             | Cursa cancel·lada                             | Detalls                                       |
| 2010 | Sepang    | Marc Márquez                                  | Derbi                                         | Roberto Rolfo                                 | Suter                                         | Valentino Rossi                               | Yamaha                                        | Detalls                                       |
|      |           | 125 cc                                        | 125 cc                                        | 250 cc                                        | 250 cc                                        | MotoGP                                        | MotoGP                                        |                                               |
| 2009 | Sepang    | Julián Simón                                  | Aprilia                                       | Hiroshi Aoyama                                | Honda                                         | Casey Stoner                                  | Ducati                                        | Detalls                                       |
| 2008 | Sepang    | Gabor Talmacsi                                | Aprilia                                       | Alvaro Bautista                               | Aprilia                                       | Valentino Rossi                               | Yamaha                                        | Detalls                                       |
| 2007 | Sepang    | Gabor Talmacsi                                | Aprilia                                       | Hiroshi Aoyama                                | KTM                                           | Casey Stoner                                  | Ducati                                        | Detalls                                       |
| 2006 | Sepang    | Alvaro Bautista                               | Aprilia                                       | Jorge Lorenzo                                 | Aprilia                                       | Valentino Rossi                               | Yamaha                                        | Detalls                                       |
| 2005 | Sepang    | Thomas Lüthi                                  | Honda                                         | Casey Stoner                                  | Aprilia                                       | Loris Capirossi                               | Ducati                                        | Detalls                                       |
| 2004 | Sepang    | Casey Stoner                                  | KTM                                           | Daniel Pedrosa                                | Honda                                         | Valentino Rossi                               | Yamaha                                        | Detalls                                       |
| 2003 | Sepang    | Daniel Pedrosa                                | Honda                                         | Toni Elías                                    | Aprilia                                       | Valentino Rossi                               | Honda                                         | Detalls                                       |
| 2002 | Sepang    | Arnaud Vincent                                | Aprilia                                       | Fonsi Nieto                                   | Aprilia                                       | Max Biaggi                                    | Yamaha                                        | Detalls                                       |
|      |           | 125 cc                                        | 125 cc                                        | 250 cc                                        | 250 cc                                        | 500 cc                                        | 500 cc                                        |                                               |
| 2001 | Sepang    | Youichi Ui                                    | Derbi                                         | Daijiro Kato                                  | Honda                                         | Valentino Rossi                               | Honda                                         | Detalls                                       |
| 2000 | Sepang    | Roberto Locatelli                             | Aprilia                                       | Shinya Nakano                                 | Yamaha                                        | Kenny Roberts, Jr.                            | Suzuki                                        | Detalls                                       |
| 1999 | Sepang    | Masao Azuma                                   | Honda                                         | Loris Capirossi                               | Honda                                         | Kenny Roberts, Jr.                            | Suzuki                                        | Detalls                                       |
| 1998 | Johor     | Noboru Ueda                                   | Honda                                         | Tetsuya Harada                                | Aprilia                                       | Mick Doohan                                   | Honda                                         | Detalls                                       |
| 1997 | Shah Alam | Valentino Rossi                               | Aprilia                                       | Max Biaggi                                    | Honda                                         | Mick Doohan                                   | Honda                                         | Detalls                                       |
| 1996 | Shah Alam | Stefano Perugini                              | Aprilia                                       | Max Biaggi                                    | Aprilia                                       | Luca Cadalora                                 | Honda                                         | Detalls                                       |
| 1995 | Shah Alam | Garry McCoy                                   | Honda                                         | Max Biaggi                                    | Aprilia                                       | Mick Doohan                                   | Honda                                         | Detalls                                       |
| 1994 | Shah Alam | Noboru Ueda                                   | Honda                                         | Max Biaggi                                    | Aprilia                                       | Mick Doohan                                   | Honda                                         | Detalls                                       |
| 1993 | Shah Alam | Dirk Raudies                                  | Honda                                         | Nobuatsu Aoki                                 | Honda                                         | Wayne Rainey                                  | Yamaha                                        | Detalls                                       |
| 1992 | Shah Alam | Alessandro Gramigni                           | Aprilia                                       | Luca Cadalora                                 | Honda                                         | Mick Doohan                                   | Honda                                         | Detalls                                       |
| 1991 | Shah Alam | Loris Capirossi                               | Honda                                         | Luca Cadalora                                 | Honda                                         | John Kocinski                                 | Yamaha                                        | Detalls                                       |